# Flickerfixer
Ein Flickerfixer (engl. etwa Entflackerer) ist ein Zusatzmodul für Amiga-Computer.
Er verbessert die Bildqualität und die Monitoranschlussmöglichkeiten von Amiga-Computern, indem er eine flimmerfreie Darstellung von Bildschirmmodi, die das Zeilensprungverfahren (engl. Interlace) verwenden, erreicht.
Als Alternative zu RGB- oder Videomonitoren und TV-Geräten können an einen Flickerfixer VGA-kompatible Anzeigegeräte angeschlossen werden,
sofern der Flickerfixer Ablenkfrequenzen liefert, die im zulässigen Frequenzbereich des verwendeten Monitors liegen. Hierfür verfügen viele Flickerfixer über einen eingebauten „Scandoubler“.

## Interne und externe Varianten

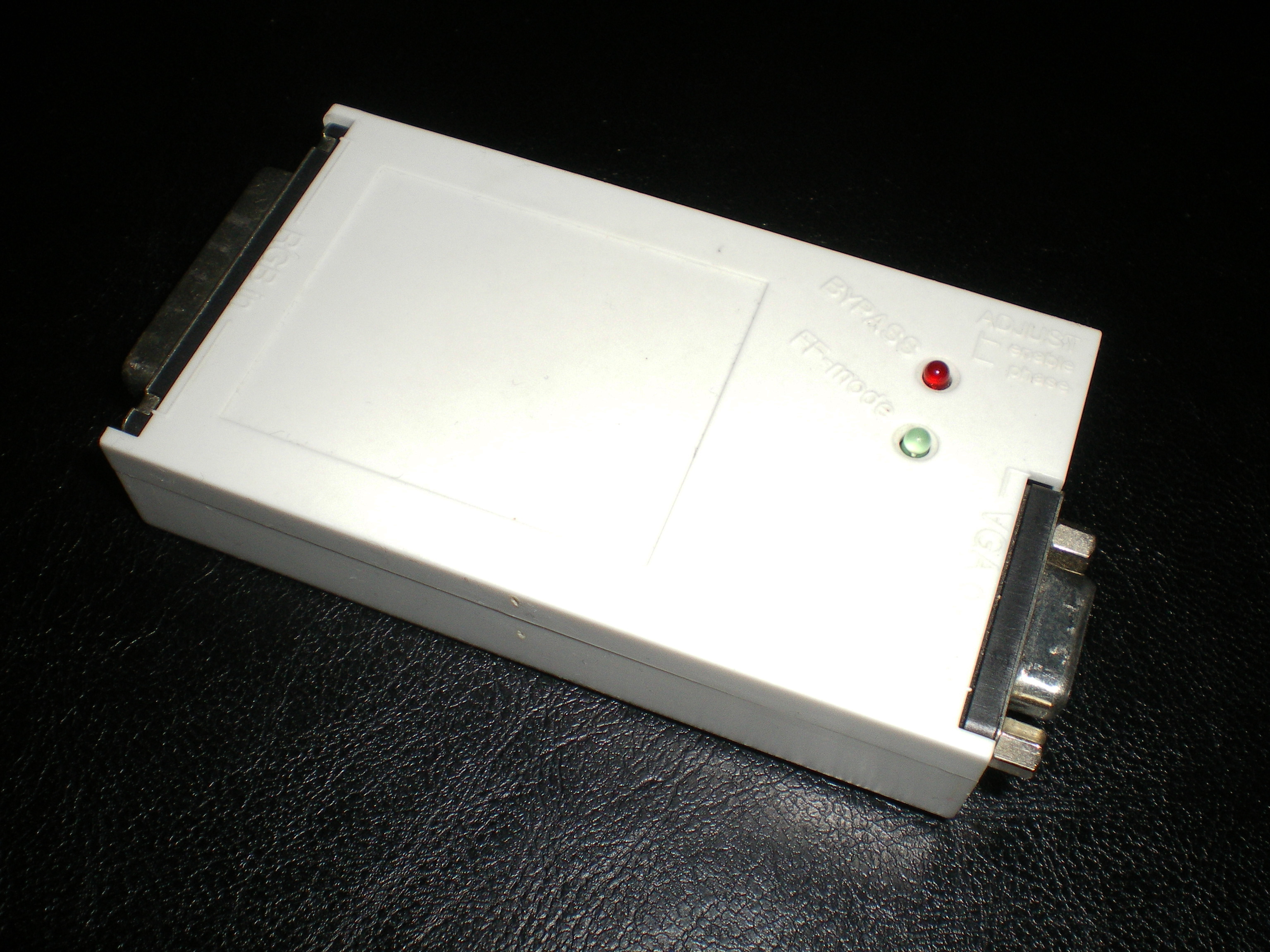
Indivision / Toastscan externer Flickerfixer für alle AMIGA Versionen mit 23pin Video-RGB Verbinder

Interne Geräte müssen als Hardware-Erweiterung oder als Steckkarte für den Video-Slot (je nach Amiga-Modell verfügbar) eingebaut werden und bieten eine bessere Bildqualität als externe Varianten. Externe Geräte haben den Vorteil, dass sie lediglich am RGB-Port angesteckt werden müssen, den jedes Amiga-Modell bereitstellt, führen aber intern eine erneute (verlustbehaftete)  A/D-Wandlung des Videosignals durch. Ein Beispiel dafür ist der von Commodore selbst angebotene „Hedley-Monitor“ A2024, der ein 4-Bit-HiRes-Bild in ein 2-Bit-Monochrombild (4 Graustufen) mit verdoppelter Auflösung oder wahlweise ein Schwarz/weiß-Bild in vierfache Auflösung umwandeln kann.
Der A3000(T) hat als Besonderheit einen Flickerfixer in Gestalt des Amber-Chips serienmäßig integriert. Für ältere Amigas (A500 & A2000) gab es z. B. Flickerfixer der „MultiVision“-Serie von 3-state und Produkte anderer Firmen, für den A2000 von Commodore selbst die Steckkarte A2320 mit dem genannten Amber-Chip. In Verbindung mit Grafikkarten existieren Add-on-Lösungen oder separate Geräte.
Es gibt auch Geräte mit S-Video-Ausgang und dem eigentlich unnötigen Feature, alle AGA-Modi neben dem üblichen PAL oder NTSC entflimmern zu können (CompServ: AGA Flickerfixer Scandoubler II). Es existiert auch eine abgespeckte Version des „Flickermagic“ getauften Flickerfixers (DCE: Scanmagic), der nur die Scandoubler-Funktion bereitstellt.

## Funktionsweise
Die zwei wesentlichen Funktionen eines Flickerfixers sind wie folgt zu beschreiben:

### Die horizontale Ablenkfrequenz wird verdoppelt (Scandoubler-Funktion)
Im klassischen Fall (Amiga mit OCS-Chipsatz) wird die Frequenz des PAL-Modus von ca. 15,6 kHz auf ca. 31,2 kHz verdoppelt. Diese Funktion alleine ermöglicht schon den Betrieb eines Standard-VGA-Monitors am Amiga, weil ein VGA-Monitor mit den Amiga-typischen 15,6 kHz noch nicht arbeiten würde. Dabei muss aber auch die Vertikalfrequenz, bei PAL sind dies 50 Hz, vom Monitor unterstützt werden. CRT-Monitore machen dabei selten Probleme, aber etliche TFT-Monitore arbeiten erst ab ca. 60 Hz.
Es ergibt sich dabei ein Effekt, der die schwarzen Zwischenzeilen des Videobildes in ihrer Höhe halbiert oder subjektiv sogar aufhebt: Ein Videobild wird auf digitaler Ebene aus Pixeln zusammengesetzt, diese erscheinen dann auf dem Monitor schön quadratisch, und die Pixelzeilen sind weniger streifig. Um eine Brücke zu modernen Grafikkarten zu schlagen, die (insbesondere in kleineren Bildauflösungen) den sog. Doublescan-Modus verwenden können, wird der beschriebene Effekt nochmals verdoppelt (dieser Modus könnte als das Gegenteil zum Interlaced-Modus angesehen werden).

### DieHalbbilderwerden zwischengespeichert und gleichzeitig ausgegeben (Deinterlace-Funktion)
Das Problem ist Folgendes: Um eine Verdopplung der vertikalen Auflösung zu erreichen (z. B. von 256 auf 512 Zeilen), muss beim Amiga der Interlaced-Modus verwendet werden. Dabei werden nur noch 2 mal 25 Halbbilder pro Sekunde ausgegeben (anstatt 1 Vollbild 50 mal pro Sekunde), die jeweils abwechselnd auf normaler Höhe und danach um eine Halbzeile vertikal verschoben sind. Die vertikale Auflösung wird verdoppelt, allerdings auf Kosten einer effektiv auf 25 Hz halbierten vertikalen Frequenz. Ein Amiga im Interlaced-Modus flimmert also kräftig. Bei Fernsehern ohne 100-Hertz-Technik (also mit ebenso niedriger Vertikalfrequenz) wird das Flimmern durch länger nachleuchtende Phosphore und andere technische analoge Zusammenhänge vermindert. Bei einem Bildschirm mit Kathodenstrahlröhre erscheint das Bild stabiler, je höher die Vertikalfrequenz ist, weil der Elektronenstrahl das Bild schneller aufbaut. Es gibt Studien, die bei CRTs eine als besonders angenehm empfundene Vertikalfrequenz ermittelt haben, die zwischen 100 und 130 Hz liegt. Bei TFT-Bildschirmen hat dieser Wert keine direkten analogen Auswirkungen mehr, sondern stellt einen Faktor der Taktfrequenz dar, mit der die interne Videohardware des TFT-Bildschirms arbeiten kann.
Zur Erklärung der Begriffe: Ein Halbbild ist ein in der vertikalen Auflösung halbiertes Vollbild, von denen es zwei Arten gibt: Das erste Halbbild enthält alle geraden Zeilen und das zweite Halbbild alle ungeraden Zeilen des Vollbildes. Wenn man sie nun per Zeilensprung-Verfahren nacheinander wiedergibt, erhält man wieder die komplette Auflösung des Vollbildes. Dabei wird die Trägheit des menschlichen Auges ausgenutzt, weil die Halbbilder in schneller Folge wiedergegeben werden. Eine Halbzeile zu Beginn des einen Halbbilds wird durch die Videohardware geschaffen und befindet sich zwischen zwei normalen (non-interlaced) Zeilen.
Nun kommt der Flickerfixer (Deinterlacer) ins Spiel: Der Flickerfixer „greift“ sich 2 Halbbilder und gibt diese gemeinsam aus. Dadurch wird das „Halbzeilen-Geflimmere“ gepuffert und man erhält eine flimmerfreie Darstellung.
Natürlich hat dieses – „Weave-Deinterlacing“ (engl. verweben) getaufte – Verfahren auch einen großen Nachteil:
Es funktioniert nur bei Standbildern gut – bei bewegten Objekten entstehen sogenannte Ghost-Effects (auch Bewegungs- oder Kammartefakte genannt), d. h. ein Nachbild der vorherigen Position des bewegten Bildes oder Objektes bleibt sichtbar.
Das Nachbild entsteht dadurch, dass die Halbbilder ursprünglich eine fünfzigstel Sekunde zeitversetzt generiert wurden, und nun als Paar gleichzeitig wiedergegeben werden.
(Anmerkungen: Standbilder, die aus Bewegungssequenzen von Fernsehunternehmen erzeugt werden, zeigen oftmals nur ein Halbbild. Dabei wird jede Zeile des Halbbildes doppelt dargestellt (Drop Field), um das Problem mit den Ghost-Effects zu vermeiden. Auch Videorekorder zeigen beim Standbild nur die halbe vertikale Auflösung.
Bei progressiven Videoquellen werden nur noch Vollbilder verwendet, daher ist kein Deinterlacer mehr notwendig.)
Der in der Einleitung erwähnte Scanmagic verzichtet ganz auf die Deinterlace-Funktion,
was den Vorteil hat, dass bewegte Bilder mit Interlace ohne Ghost-Effects auf VGA-kompatiblen Monitoren dargestellt werden können (dabei ist das Flimmern aber eben wieder vorhanden).
Mittlerweile gibt es auf Hardwareebene programmierbare Flickerfixer mit ASIC-Technologie (Indivision ECS/AGA), die dynamisch gespeist werden können und programmierbar sind, und dadurch für einen zweiten Bildschirm (stackable) oder zu einer Erweiterung des Farbraumes genutzt werden können.

## Geschichte
Zu Zeiten des Amiga 500 war die Anschaffung eines Flickerfixers in Verbindung mit einem VGA-kompatiblen Monitor eine relativ teure, aber auch die einzige Möglichkeit, ein höherwertiges Computerbild zu erhalten.
Im Amigabereich gab es einige Spezial-Entwicklungen bei Monitoren, um den möglichen Frequenzumfang des zuletzt entwickelten AGA-Chipsatzes voll auszunutzen. Mit der Einführung des ECS-Chipsatzes waren höhere Ablenkfrequenzen als bei PAL und NTSC möglich, was zum Kauf eines Mehrfrequenz-Monitors reizte. Diese Monitore unterstützen aber im Normalfall die für PAL und NTSC niedrige vertikale Ablenkfrequenz nicht und damit eine große Reihe Amiga-Software, die hauptsächlich auf PAL basiert. Daher ist die Verwendung eines Flickerfixers oder Scandoublers heute noch gängige Praxis, um diese Software auf dem Monitor wiederzugeben (dies sind meist Spiele und Demos – nicht Programme, die sich an die AmigaOS-Richtlinien zur Grafikprogrammierung halten). Viele der heutigen Amiga-User profitieren von der schnellen und hochauflösenden Grafik „echter“ Grafikkarten und der Möglichkeiten und der Vielfalt des nativen Amiga-Chipsatzes. Eine Grafikkarte, die PicassoIV von Village Tronic mit integriertem, programmierbarem Scandoubler/Flickerfixer, liest die native Amiga-Grafik ein und gibt sie in relativ frei konfigurierbaren Frequenzbereichen wieder aus. So ist die Darstellung alter Software sogar auf den meisten TFT-Monitoren möglich. Dabei ist zu beachten, dass sich die Vertikalfrequenz möglichst aus ganzen Teilern der ursprünglichen Vertikalfrequenz zusammensetzt, z. B. 75, 100 oder gar 150 Hz bei PAL, damit die Timings zusammenfallen und eine ruckfreie Darstellung gewährleistet ist.
Die Entwicklung von Amiga-Flickerfixern ist auf dem Niveau von Weave-Deinterlacing (s. o.) stehen geblieben. Moderne Grafikkarten und Fernseher verwenden höherentwickelte Verfahren, um eine flimmerfreie und saubere Darstellung von (bewegten) Videobildern zu erreichen. Bei digital aufbereiteten Videobildern – etwa bei 100-Hertz-Fernsehern – wird u. a. das vorhergehende (ältere) Halbbild mit eingerechnet, was zu einer gegenüber Weave stark verbesserten Darstellung führt. Manche TV-Hersteller verwenden ganz spezielle Verfahren, um aus der veralteten Fernsehnorm ein Maximum herauszuholen.
Bei der Wiedergabe von Videodateien mit Zeilensprungverfahren auf dem Computer kann z. B. der VLC media player verwendet werden. Dieser unterstützt verschiedene Algorithmen für das Deinterlacing.